# Catherine Bernard
Catherine Bernard (* 1662 in Rouen; † 1712 in Paris) war eine französische Schriftstellerin und Dramatikerin.

## Leben
Catherine Bernard wurde 1662 in Rouen geboren. Sie zog nach Paris und verdiente ihren Lebensunterhalt als Schriftstellerin. Ihren ersten Roman veröffentlichte sie 1680. 1685 konvertiert sie zum Katholizismus. Sie schrieb Novellen, Kurzgeschichten, Kunstmärchen und Lyrik und wurde mehrfach ausgezeichnet. Ihr Märchen Riquet à la houppe (Riquet mit dem Schopf) aus dem Roman Inès de Cordoue (1696) wurde bekannt in der Version von Charles Perrault, die ein Jahr später erschien. Die Dramen Laodamie (1689) und Brutus (1690) wurden mit Erfolg an der Comédie-Française aufgeführt. Sie war damit die erste Dramatikerin überhaupt, deren Werke an der Comédie-Française gespielt wurden.
Nach ihrem Tod entbrannte eine Debatte über die Urheberschaft des Brutus, ausgelöst durch Plagiatsvorwürfe um Voltaires gleichnamige Tragödie, die 1730 uraufgeführt wurde.

## Werke
- Frédéric de Sicile
- Histoire de la rupture d’Abenamar et de Fatime
- Inès de Cordoue, nouvelle espagnole
- Laodamie, reine d’Épire
- Le Comte d’Amboise, nouvelle galante
- Les Malheurs de l’Amour, première nouvelle, Eléonor d’Yvrée
- Éléonor d’Yvrée
- Edgar, roi d’Angleterre, histoire galante
- Relation de l’isle de Bornéo
- Laodamie, tragédie (1689)
- Brutus, tragédie (1690)
- Bradamante, tragédie (1695)
- Le Roi seul, en toute l’Europe, défend et protège les droits des rois
- Plus le roi mérite les louanges, plus il les évite
- Le Roi, par la paix de Savoie, a rendu la tranquillité à l’Italie, et a donné à toute l’Europe l’espérance de la paix générale
- L’Imagination et le Bonheur

### Übersetzungen ins Deutsche
- Brutus, Trauerspiel. hab.de